# 郢
郢，是春秋战国时期的诸侯国楚国的首都。並不是具體某一個城市，而是楚文化中將首都所在地皆稱為郢，類似於近代以及現代漢語中表示首都的“京”。為了區分不同時期不同地方的楚國首都，後世將“郢”加上前綴，比如“鄢郢”、“纪郢”、“陈郢”、“寿郢”等等加以區分。
楚国在建国初期定都丹阳（古丹阳位于河南淅川境内）。后来为了和一些小国家争夺汉中，迁都郢（史稱鄢郢、疆郢），后又东迁郢都（纪郢、南郢）。在今湖北省西部、荆州市荆州区北面三公里左右楚纪南故城，被认为是郢都所在。位于今周口市淮阳县的陈楚故城，则被认为是之后的陈郢。楚国末期，楚考烈王二十二年（前241年），楚国国都东迁至寿春，命名为郢，后世所称寿郢。

## 迁都于纪郢的时间
- 一种观点认为楚武王三十五年，公元前706年，楚国迁都于郢。清人宋翔风在他的《过庭录·楚鬻熊居丹阳武王徙郢考》中，以楚武王伐随、郧的时间为理由，推断出迁都的确切时间。此时，楚武王南征北战，并开始统治汉东。很多人认为这个观点过于陈旧，支持的人并不多。

- 另一种观点认为楚武王三十八年至四十二年初，公元前703年一前699年之间，楚国迁都于郢。石泉的著作《楚都何时迁郢》以《左传·桓公十三年》“莫敖缢于荒谷，群帅囚于冶父，以听刑。”，刘昭所著《读汉书补注》引《荆州记》“(江陵)县东三里余，有三湖，湖东有水名苌谷，又西北，有小城，名曰冶父。”与《水经注·沔水篇》“江陵城西北有纪南城。……三湖合为一水，东通荒谷。荒谷东岸有冶父城。”之记载为根据得出结论。但这些记载，并未直接提到郢，所以推断出来的结论比较牵强。

- 还有观点认为楚文王元年，公元前689年，楚国迁都于郢。根据是《史记·楚世家》载：“文王熊赀立，始都郢。”范文澜《中国通史》载：“东周初期，楚愈益强大，前704年，楚君熊通自号武王。熊通子文王熊赀迁都郢，有地千里。”后又有人说明，迁都时间应为楚文王元年。

- 最后一种观点认为楚武王五十一年，公元前690年，武王崩、文王即位之时，楚国迁都于郢。《左传·桓公十一年》曰：郧人军于蒲骚，将与随、绞、州、蓼伐楚师，楚莫敖屈瑕次于郊郢。不过郢在此时仅仅为楚国在战时的前线指挥所，尚未迁都。《左传·庄公四年》载，楚武王五十一年，武王死于伐随军中，楚人与随人为会于江油而还，济汉而后发丧。郢附近应该就是发丧地点。文王在数月之内登基，居于郢，于是便迁都。

这四种说法，实际上差别不大。
按照传统的说法，从公元前689年楚文王始都郢（应该位于纪南城）到公元前278年，楚顷襄王二十一年，秦将白起带兵攻进郢都、楚国迁都于陈（陈郢），不算上楚昭王在位时的短期迁都，郢总共作了411年都城。

## 地理位置
石泉认为，郢都和秦汉时期的江陵县城应在古时沮漳二水之间（今蛮河流域下游）、汉水以西地区。位于今湖北省宜城市的楚皇城城址即是郢都遗址。而楚皇城城址本身另有两种认定，鄢都（汉宜城县城）或都。
张正明认为楚文王始都郢，位于今天的宜城境内。前506年，吴国入侵郢都，楚昭王逃跑，回到郢后仍未停战。前504年，楚王迁都于，并且把此城改称郢。几年后楚昭王迁都江陵，又名纪南城，亦称郢。
楚国宣王时期至顷襄王元年另有一陪都，叫做郢。
郢所在的地区，东接云梦，西扼巫巴，北连中原通衢，南临长江天险，是战略要地。

## 历史变革
楚武王威震汉东，矛头直插江汉腹地，楚文王的迁都主要是继续楚武王的战争计划。
楚文王迁都之前已经牢控江汉，在此之后发兵北上，问鼎中原。此时，楚国已经占领通汉东的道路，文王主攻汉北，以入主中原。
楚文王二年（前688年），楚文王领兵攻申，回师时攻邓，虽未灭申、邓，楚国之势实已入南阳。

## 注和参考
1. ↑  《史记·楚世家第十》考烈王元年，纳州于秦以平。是时楚益弱......二十二年，与诸侯共伐秦，不利而去。楚东徙都寿春，命曰郢。
2. ↑  《古代荆楚地理新探》（武汉大学出版社出版，1988年10月第一版）
3. ↑  《楚文化史》

## 外部連結
- 楚国何时都郢
- 楚文王都郢通上国
- 论屈原与郭店楚墓竹书的关系